# Danjoutin
Danjoutin es una comuna francesa situada en el departamento del Territorio de Belfort, de la región de Borgoña-Franco Condado.
Los habitantes se llaman Danjoutinois.

## Geografía
Está ubicada al sur de Belfort, en la aglomeración de esta ciudad.

## Demografía
| 3 071 | 2 811 | 3 317 | 3 520 | 3 695 | 3 451 | 3 103 | 3 383 | 3 558 | 3 715 |
| Para los censos de 1962 a 1999 la población legal corresponde a la población sin duplicidades (Fuente: INSEE [Consultar]) |       |       |       |       |       |       |       |       |       |